# Banjalučki nogometni podsavez
La Banjalučki nogometni podsavez fu la sottofederazione calcistica di Banja Luka, una delle 15 in cui era diviso il sistema calcistico del Regno di Jugoslavia.. La dicitura della sottofederazione veniva abbreviata in BNP.
L'assemblea di fondazione si tenne il 12 marzo 1933 nei locali dell'hotel "Bosna" a Banja Luka e parteciparono i delegati di tutte le squadre della Banovina del Vrbas. Al momento della creazione, la Banjalučki nogometni podsavez contava 20 club ed era formata dall'ex VIII župa ZNP (ovvero la "8ª parrocchia della sottofederazione di Zagabria), più alcuni club della VI župa (zona di Sisak) ed altri dalla sottofederazione di Sarajevo. L'assemblea era presieduta da Dragomir Pavličević, segretario della JNS, che presentò il processo di creazione delle sottofederazioni. Nella seconda sessione, il 20 marzo 1933, si decise che la BNP sarebbe stata la continuazione della VIII župa.
I membri dei club sportivi della sottofederazione erano SK Građanski e SK Željezničar di Derventa, SK Balkan, SK Jug e RSK Borac di Banja Luka, SK Sloboda di Bosanski Novi, SK Građanski e SK Slavija di Prijedor, SK Meteor di Bosanska Krupa, SK Knežopoljac di Bosanska Dubica e LSK Sava di Bosanska Gradiška.

## Albo d'oro

### VIII župa ZNP
Quando le squadre di questo territorio ricadevano sotto la ZNP, le vincitrici affrontavano quelle delle altre "župe" per il titolo di campione provinciale della ZNP.
| Stagione | Vincitore        | Torneo     | Classifiche |
| -------- | ---------------- | ---------- | --- |
| 1920-21  | Krajišnik        |            | Semifinale: ŠK "22" Prijedor-Sloboda 0-2 Finale: Krajišnik-Sloboda Rit. |
| 1921-22  | Krajišnik        |            | Primo turno: Sloboda-ŠK "22" Prijedor 2-0, Krajišnik-Vrbas Banja Luka 8-2 Semifinale: Krajišnik-Graničar Bosanski Novi 12-0 Finale: Sloboda-Krajišnik 0-3 |
| 1922-23  | Sloboda          |            | Primo turno: Sloboda-Balkan Banja Luka 4-0, Građanski Prijedor-Slavija Prijedor Rit. Semifinale: Krajišnik-Sloboda 0-4 Finale: Sloboda-Građanski Prijedor 7-0 |
| 1923-24  | Balkan           | Krajina    | Primo turno: Balkan Banja Luka-Sloboda Rit., Krajišnik-Vrbas Banja Luka 2-0, Slavija Prijedor-Građanski Prijedor Rit. Semifinale: Krajišnik-Balkan Banja Luka 0-4 Finale: Balkan Banja Luka-Slavija Prijedor Rit. |
| 1923-24  | Balkan           | Posavina   | Semifinale: Borba B.Dubica-Sloga B.Gradiška Rit. Finale: Unitas N.Gradiška-Borba B.Dubica 2-0 |
| 1923-24  | Balkan           | Finale     | Balkan Banja Luka-Unitas N.Gradiška 5-1 |
| 1924-25  | Krajišnik        | Krajina    | Primo turno: Krajišnik-Balkan Banja Luka Rit., Građanski Prijedor-Slavija Prijedor 1-2, Meteor Bosanska Krupa-Sloboda 1-2 Semifinale: Krajišnik-Slavija Prijedor 6-2 Finale: Krajišnik- Sloboda Rit. |
| 1924-25  | Krajišnik        | Posavina   | Primo turno: Sava B.Gradiška-Sloga B.Gradiška Rit., Konkordija N.Topola-Unitas N.Gradiška Rit. Semifinale: Sava B.Gradiška-Borba B.Dubica Rit. Finale: Sava B.Gradiška-Konkordija N.Topola 2-1 |
| 1924-25  | Krajišnik        | Finale     | Krajišnik-Sava B.Gradiška Rit. |
| 1925-26  | Slavija Prijedor |            | Primo turno: Krajišnik-Željezničar 10-0, Sloboda-Meteor B.Krupa Rit., Konkordija N.Topola-Kozara G.Podgarci 1-0 Secondo turno: Krajišnik-MŠK Zmaj B.Luka 5-1, Konkordija N.Topola-Karađorđe B.Gradiška 0-1 Semifinali: Krajišnik-Karađorđe B.Gradiška 12-1, Slavija Prijedor-Sloboda Rit. Finale: Slavija Prijedor-Krajišnik 1-0                                                                                                   |
| 1926-27  | Krajišnik        |            | Primo turno: Una B.Dubica-Borba B.Dubica 0-2, MŠK Zmaj B.Luka-Željezničar Rit., Meteor B.Krupa-Sloboda Rit., Slavija Prijedor-Građanski Prijedor Rit., Karađorđe B.Gradiška-Konkordija N.Topola Rit. Secondo turno: Slavija Prijedor-Meteor B.Krupa Rit., Karađorđe B.Gradiška-Unitas N.Gradiška Rit., Krajišnik-MŠK Zmaj B.Luka 4-1 Semifinale: Slavija Prijedor-Karađorđe B.Gradiška Rit. Finale: Krajišnik-Slavija Prijedor 7-1 |
| 1927-28  | Krajišnik        |            | Primo turno: MŠK Zmaj B.Luka-Borac 0-4, Građanski Prijedor-Slavija Prijedor 0-7 Secondo turno: Krajišnik-Balkan B.Luka 2-1, Sloboda-Slavija Prijedor 2-1 Semifinale: Krajišnik-Borac 4-0 Finale: Krajišnik-Sloboda 6-4 |
| 1928-29  | Krajišnik        |            | Primo turno: Sloboda-MSK Progres B.Luka 3-0, Slavija Prijedor-Sana Sanski Most 0-2, Krajišnik-Građanski Prijedor 10-1, Borac-Balkan B.Luka 5-0 Semifinali: Sana Sanski Most-Sloboda 0-2, Krajišnik-Borac 1-0 Finale: Krajišnik-Sloboda 2-0 |
| 1929-30  | Balkan           | Banja Luka | Balkan 7, Krajišnik 6, Borac 4, Olimp 3, Progres 0 |
| 1929-30  | Sloboda          | Krajina    | Semifinale: Sloboda-Slavija Prijedor 7-1 Finale: Sloboda-Sana Sanski Most Rit. |
| 1930-31  | ?                | ?          | ? |
| 1931-32  | ?                | ?          | ? |

### Sottofederazione indipendente
Le vincitrici affrontavano quelle delle altre sottofederazioni per la promozione nel campionato nazionale.
| Stagione | Vincitore        | Torneo        | Classifiche |
| -------- | ---------------- | ------------- | --- |
| 1932-33  | Krajišnik        | Banja Luka    | Krajišnik 11, Balkan 10, Borac 10, Slavija 8, Meteor 1 |
| 1932-33  | Krajišnik        | Fase finale   | Turno preliminare: Željezničar Derventa-Građanski Derventa 2-0 e 2-0, Knežopoljac B.Dubica – Sava B.Gradiška Rit. Semifinale: Sava B.Gradiška-Krajišnik 2-4 e 1-3 Finale: Željezničar Derventa-Krajišnik 0-2 e 0-4 |
| 1933-34  | Balkan           | I gruppo      | Slavija Prijedor 10, Sloboda 8, Građanski Prijedor 4, Meteor B.Krupa 2 |
| 1933-34  | Balkan           | II gruppo     | Krajišnik 16, Balkan 13, Borac 13, Sava B.Gradiška 9, Vitez Banja Luka 7, Viktorija Banja Luka 2 |
| 1933-34  | Balkan           | Fase finale   | Semifinali: Krajišnik-Slavija Prijedor 3-2 e 2-0, Sloboda-Balkan Banja Luka 1-2 e 0-4 Finale: Krajišnik-Balkan Banja Luka 0-2 e 1-2 |
| 1934-35  | Krajišnik        | Banja Luka    | Krajišnik 7, Borac 4, BSK 3, Olimp Pilana 3, Balkan Banja Luka 3 |
| 1934-35  | Krajišnik        | Provincia     | Semifinali: Slavija Prijedor-Sloboda Rit., Sava B.Gradiška-Građanski Derventa 4-2 e 6-2 Finale: Sava B.Gradiška-Slavija Prijedor 1-1 e 2-3 |
| 1934-35  | Krajišnik        | Finale        | Krajišnik-Slavija Prijedor 7-1 |
| 1935-36  | Krajišnik        | I gruppo      | Krajišnik 13, Hajduk B.Luka 10, Balkan B.Luka 10, Borac 9, BSK 9, Viktorija B.Luka 8, Vitez B.Luka 8, Jugoslavija Budžak 3, Olimp Pilana 2 |
| 1935-36  | Krajišnik        | II gruppo     | Finale: Slavija Prijedor-Sloboda 3-1 e 0-1 |
| 1935-36  | Krajišnik        | III gruppo    | Finale: Sava B.Gradiška-Građanski Derventa 2-1 e 0-2 |
| 1935-36  | Krajišnik        | Fase finale   | Finale provinciale: Slavija Prijedor-Građanski Derventa 2-0 Finale sottofederale: Slavija Prijedor-Krajišnik 0-1 e 0-1 |
| 1936-37  | Borac Banja Luka | I gruppo      | Borac, Viktorija 12, Krajišnik 11, Hajduk 9, Balkan 8, Vitez 7, Olimp Pilana 7, BSK 2, Jugoslavija Budžak 2 |
| 1936-37  | Borac Banja Luka | Fase finale   | Semifinali: Sava B.Gradiška-Borac ? e ?, Slavija Prijedor-BASK Bihać ? e ? Finale: Slavija Prijedor-Borac Banja Luka 1-2 e 0-4 |
| 1937-38  | Krajišnik        | Fase finale   | Quarti: Sloboda-Borac 0-2 e 0-4, Građanski Prijedor-Krajišnik 1-3 e 1-1, Sava B.Gradiška-Vitez B.Luka n.d. e n.d., Slavija Prijedor-Olimp Pilana ? e 2–2 Semifinali: Vitez Banja Luka-Krajišnik ? e 0–10, Slavija Prijedor-Borac ? e ? Finale: Krajišnik-Borac 3–2 e 1–1                                                                             |
| 1938-39  | Krajišnik        | Fase finale   | Eliminatoria: Vitez Banja Luka-Jedinstvo Mrkonjić Grad 7–0 Quarti: Slaven Dobrljin-Krajišnik 1-8 e 1-8, Borac-Građanski Prijedor 7-1 e 1-2, Sava B.Gradiška-Vitez Banja Luka 1-5 e 1-2, Slavija Prijedor-Olimp Pilana 1-1 e 0-2 Semifinali: Borac-Krajišnik 1-0, 0-1 e 0-4, Olimp Pilana-Vitez Banja Luka 2-0 e ? Finale: Krajišnik-Olimp Pilana 7-1 |
| 1939-40  | Krajišnik        | Girone finale | Krajišnik 31, Borac 22, BSK 17, Balkan B.Luka 13, Vitez B.Luka 13, Slavija Prijedor 13, Građanski Prijedor 10, Slaven Dobrljin 3, Sava B.Gradiška 0 |
| 1940-41  | —                | —             | Campionato interrotto a causa della guerra. |

### Titoli per squadra
Non si conoscono i vincitori delle edizioni 1930-31 e 1931-32; nella stagione 1928-29 vi sono stati due vincitori.
| Squadra           | Vittorie | Anni vittorie                                                          |
| ----------------- | -------- | ---------------------------------------------------------------------- |
| Krajišnik         | 12       | 1921, 1922, 1925, 1927, 1928, 1929, 1933, 1935, 1936, 1938, 1939, 1940 |
| Balkan Banja Luka | 3        | 1924, 1929, 1934                                                       |
| Sloboda B. Novi   | 2        | 1923, 1929                                                             |
| Borac Banja Luka  | 1        | 1937                                                                   |